# Glypta parvicaudata
Glypta parvicaudata är en stekelart som beskrevs av Bridgman 1889. Glypta parvicaudata ingår i släktet Glypta och familjen brokparasitsteklar. Arten är reproducerande i Sverige. Inga underarter finns listade i Catalogue of Life.